# Plaza de Pontevedra
Plaza de Pontevedra (gal. Praza de Pontevedra, dosłownie po polsku Plac Pontevedra) – plac w centrum miasta A Coruña w Hiszpanii.
Jednym z najbardziej charakterystycznych budynków na placu jest gmach Instytutu Eusebio da Guarda, w którym uczył się Pablo Picasso. Nazwa szkoły pochodzi od Eusebio da Guardy i jego żony, którzy byli głównymi darczyńcami na rzecz jej budowy. W centralnym punkcie placu znajduje się figura gołębia, inspirowana twórczością Picassa, symbolizująca pokój. Po przeciwnej stronie instytutu zlokalizowane są plaże Riazor i Orzán.
Innym rozpoznawalnym budynkiem przy placu jest gmach Café Manhattan, który mieści kilka lokali, z których najbardziej znany jest właśnie Café Manhattan, zaprojektowany jako kawiarnia i restauracja.
Według badania opublikowanego w Revista de Estudios e Investigación en Psicología y Educación, Plac Pontevedra jest miejscem, które mieszkańcy A Coruña najczęściej wskazywali jako najważniejszą przestrzeń miejską, co potwierdziło 81,5% odpowiedzi w przeprowadzonym sondażu.